# Turnus
Turnus est le roi des Rutules d'Ardée, qui s'opposa à l'installation du Troyen Énée et de ses compagnons dans le Latium. Fils de Daunus et frère de la nymphe Juturne, il est un personnage important de l’Énéide de Virgile.

## Étymologie
Jean Haudry rapproche le nom Turnus du mot védique désignant l'herbe, mot apparenté au vieux-slave *třinǔ et au germanique *þurnu- (all. Dorn, ang. Thorn) « épine ».

## Présentation
Latinus, roi des Laurentes, premiers habitants du Latium, avait promis sa fille Lavinia à Turnus.  Mais quand Énée arrive dans le Latium, Latinus lui offre sa fille. Fou de rage, Turnus parcourt l’Italie à la recherche d’alliés, puis décide d'attaquer les Troyens. Les Rutules commencent par assiéger le campement des Troyens, sans succès. Puis, ce sont Énée et ses compagnons qui assiègent à leur tour la cité de Turnus. Celui-ci propose alors à Enée un duel. Au terme d'un long combat, Turnus succombe, au tout dernier vers de l'œuvre de Virgile.